# Sehne (Geometrie)

Kreis k mit Sehne s (rot), Kreisbögen b_{1}, b_{2} (grün, schwarz) und Peripheriewinkeln phi (φ) und psi (ψ)

Eine Sehne einer ebenen Kurve ist eine Verbindungsstrecke zweier Punkte auf der Kurve. Sie ist also derjenige Teil einer Sekante, der zwischen den beiden Kurvenpunkten liegt.

## Sehne am Kreis
Die Sehne eines Kreises teilt den Kreis in zwei in der Regel ungleich große Kreisbögen {\displaystyle b_{1}} und {\displaystyle b_{2}}, in denen jeweils der Peripheriewinkelsatz gilt: Alle Dreiecke mit der Sehne {\displaystyle {\overline {AB}}} als Grundseite und einem dritten Punkt {\displaystyle C} auf einem der Bögen {\displaystyle b_{1}} oder {\displaystyle b_{2}} haben im Scheitelpunkt {\displaystyle C} gleich große Winkel {\displaystyle \varphi } bzw. {\displaystyle \psi }.
Verläuft die Sehne durch den Kreismittelpunkt {\displaystyle M}, so heißt sie Durchmesser. Der Peripheriewinkel ist dann ein rechter Winkel (Satz des Thales).
Für die Sehnenlänge {\displaystyle s} gilt
{\displaystyle s=2r\sin \left({\frac {\alpha }{2}}\right)}
und wegen {\displaystyle 2\psi =\alpha } sowie {\displaystyle 2\varphi =360^{\circ }-\alpha }
{\displaystyle s=2r\sin \varphi } und
{\displaystyle s=2r\sin \psi }.
Historisch wurde die Sehnenlänge mit der heute nicht mehr gebräuchlichen Winkelfunktion Chord berechnet. Früher wurde das Lot der Sehne auf den Kreismittelpunkt als Apothema bezeichnet. Die Verlängerung des Lots über die Sehne hinaus auf den Kreisrand nannte man Sagitta. Die Längen von Apothema und Sagitta ergeben zusammen den Kreisradius.
Al-Battânîs (* zw. 850 und 869, † 929) war der erste, der statt geometrischer Sehnen den Sinus gebrauchte.